# 誘導結合プラズマ

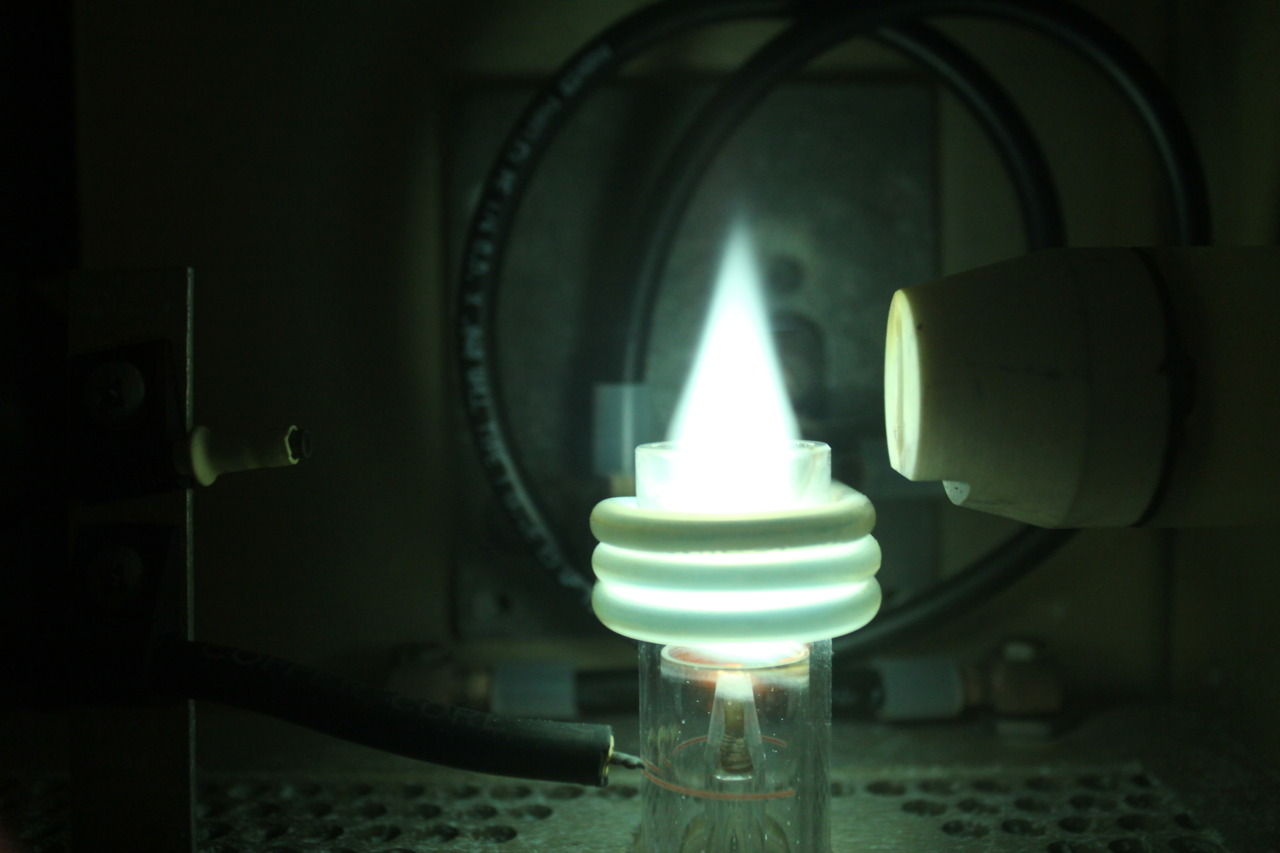
ICPトーチ

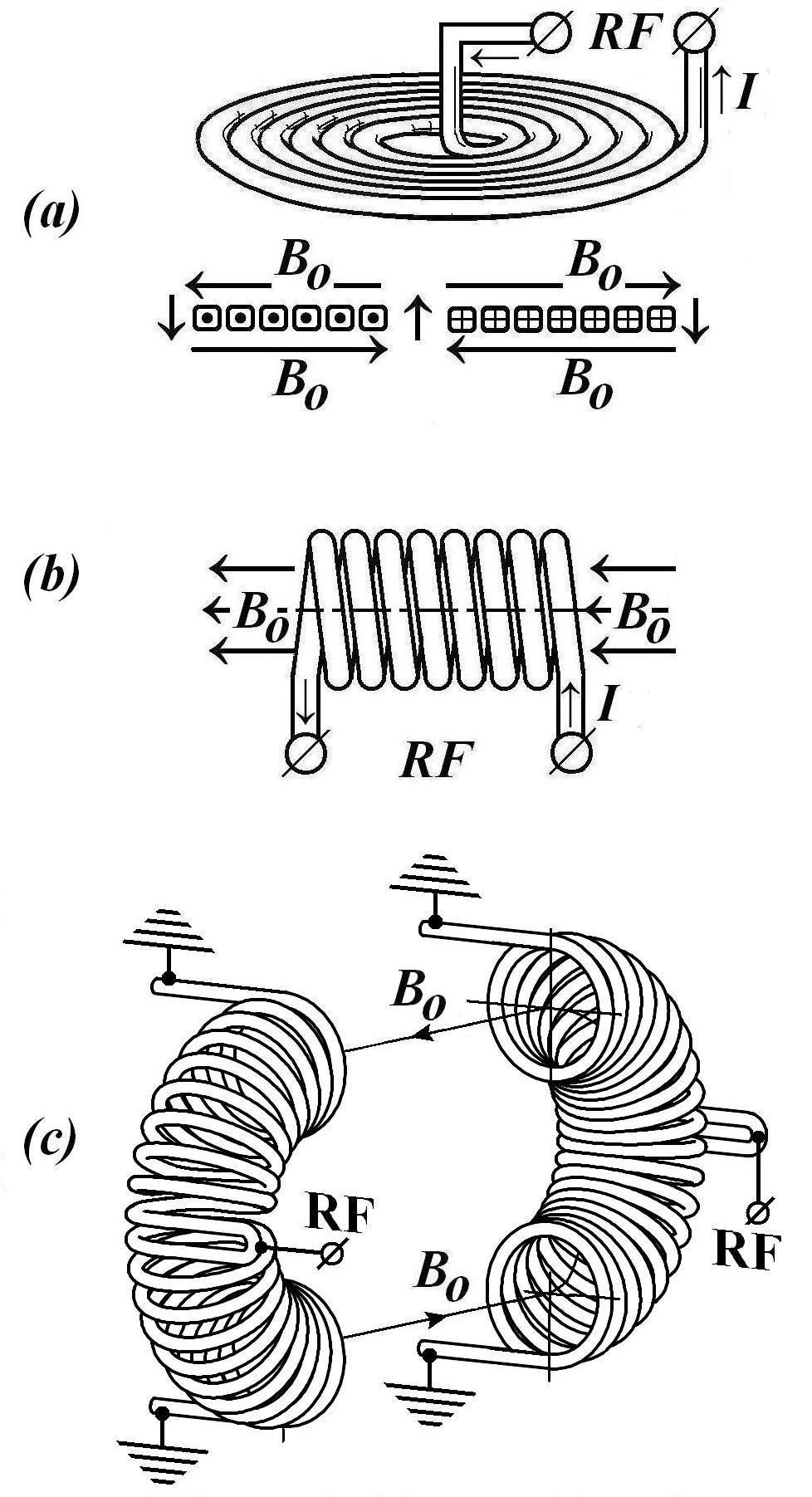
(a)平面型、(b)円筒型、(c)半ドーナツ型のICP誘導コイル

誘導結合プラズマ（ゆうどうけつごうプラズマ、Inductively Coupled Plasma、略称：ICP）は、電子を高周波誘導コイルで加速し気体ガスと衝突させることでガスの一部を電離させ、その電離と電子密度の増加が連鎖することで得られる高温のプラズマである。誘導結合プラズマの温度は10000K程度である。。

## 概要
石英ガラス管で作られた気体の通過する流路（トーチ）の周囲にコイルを巻き、そこに高周波数の大電流を流すことによって高電圧と高周波数の変動磁場が同時に得られ、誘導結合プラズマを発生させることができる。
高電圧の高周波数の電源は周囲に電磁波を漏洩する。それによる通信の妨害を避けるため、通信以外の用途専用に開放されているISM周波数帯である周波数27.12MHzおよび40.68MHzの電源が用いられている。

## 分析法としての応用
化学分析においては、アルゴンガスによって生成される誘導結合プラズマがサンプルを数1000℃から10000℃まで加熱し、原子化・熱励起するのに用いられている。
ICPを利用した分析法には、ICP-AES (OES) とICP-MSの2種類がある。
ICP-AES
（ICP - Atomic Emission Spectrometry、あるいはICP-OES Optical Emission Spectrometry〈ICP発光分光〉）
ICPによってサンプルを原子化・熱励起し、これが基底状態に戻る際の発光スペクトルから元素の同定・定量を行う方法である。原子吸光法と異なり、一度に何種類もの元素を分析することができるが、感度はフレームレスの原子吸光法より劣る。
ICP-MS
（ICP - Mass Spectrometry、ICP質量分析）
質量分析計のイオン化部としてICPを用いることで、元素の同定・定量を行う方法である。73種類の元素について使用可能であり、質量分析計を用いるため、pptレベルの超高感度分析が可能である。ただし、プラズマ内で一時的に生成される分子イオンの妨害を受けるため、分析には注意を要する場合がある。

## 加工技術としての応用
MEMSや集積回路の製造に用いられる反応性イオンエッチングによる微細加工で使用される。また、数MHzの高周波発振機を用いた誘導熱プラズマは、ナノ粒子の合成や厚膜合成、フロンガスやポリ塩化ビフェニル(PCB)、有害ガスの分解に利用されている。